# نايك أنسيل
نايك أنسيل (بالإنجليزية: Nicolas Ansell) (2 فبراير 1994 بملبورن في أستراليا - ) هو لاعب كرة قدم أسترالي في مركز الدفاع. شارك مع منتخب أستراليا الوطني لكرة القدم تحت 23 سنة. أما مع النوادي، فقد لعب مع نادي ملبورن فيكتوري وBentleigh Greens SC ‏ وFFV NTC ‏.

## وصلات خارجية
- نايك أنسيل على موقع دوري كوريا الجنوبية (الإنجليزية)
- نايك أنسيل على موقع قاعدة بيانات كرة القدم.إي يو (الإنجليزية)
- نايك أنسيل على موقع Soccerway.com (الإنجليزية)
- نايك أنسيل على موقع عالم كرة القدم.نت (الإنجليزية)